# Brossel

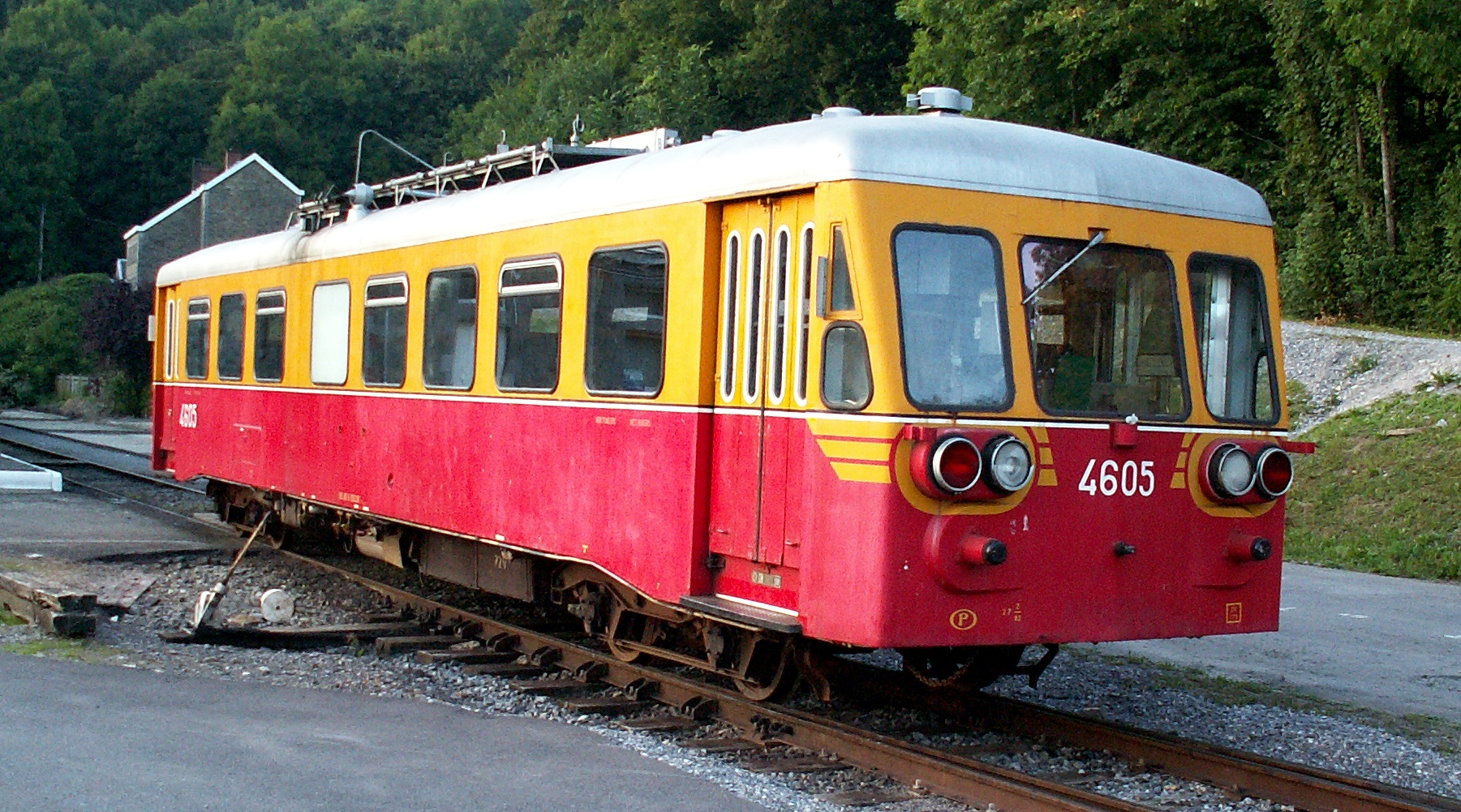
Motorrijtuig 4605, gebouwd door Brossel

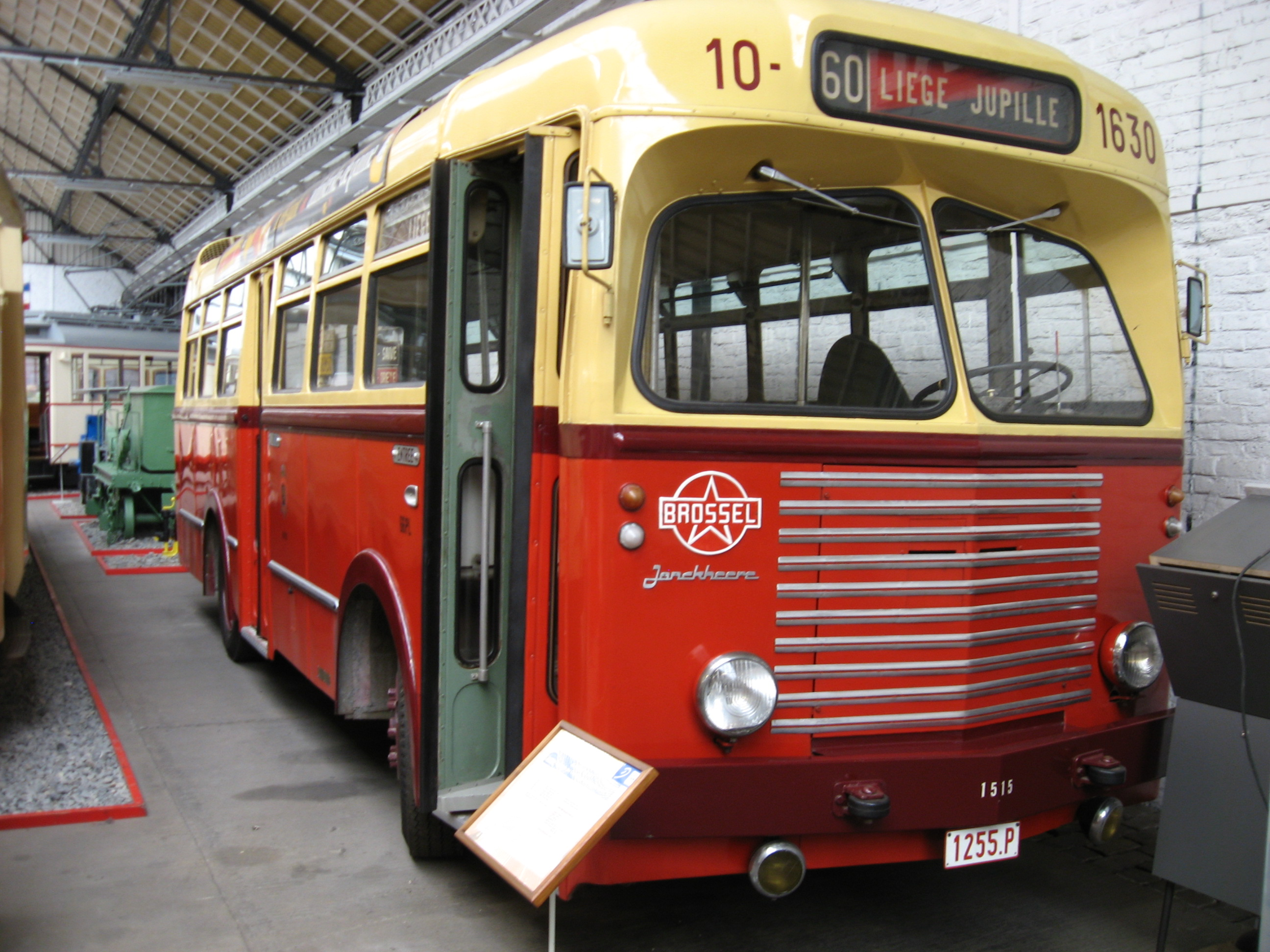
Een bus van Brossel met Jonckheere carrosserie

Brossel was een Belgische fabrikant van vrachtauto's, treinen en autobussen.
Het bedrijf werd opgericht door de gebroeders Brossel in Brussel, en nam in 1930 Bovy over, en in 1931 Pipe. Brossel werd de divisie voor zware trucks (3 tot 15 ton), en Bovy-Pipe werd de divisie voor lichte trucks.
Tot 1969 bouwde Brossel veel autobussen voor het Belgische openbaar vervoer. In 1968 werd Brossel overgenomen door British Leyland. Een jaar later verdween de naam volledig.
Voor de NMBS bouwde Brossel onder andere motorrijtuigen model 553/554.